# The Unforgiven (álbum)
The Unforgiven es el sexto álbum de estudio de la banda inglesa de hard rock y heavy metal Michael Schenker Group, publicado en 1999 por SPV/Steamhammer Records. En este trabajo se integra como nuevo vocalista Kelly Keeling ex Baton Rouge, luego de la salida de Leif Sundín en el año anterior. Se ha considerado como el gran regreso de Michael a los sonidos de los ochenta, especialmente por sus solos de guitarra de acuerdo con el sitio AllMusic.

## Lista de canciones
Todas las canciones escritas por Schenker y Keeling.

| N.º | Título                    | Duración |  |
| 1.  | «Rude Awakening»          | 5:02     |  |
| 2.  | «The Mess I've Made»      | 4:31     |  |
| 3.  | «In and Out of Time»      | 3:44     |  |
| 4.  | «Hello Angel»             | 5:13     |  |
| 5.  | «Fat City N.O.»           | 4:16     |  |
| 6.  | «Tower»                   | 5:11     |  |
| 7.  | «Pilot of your Soul»      | 4:25     |  |
| 8.  | «Forever and More»        | 5:43     |  |
| 9.  | «Turning off the Emotion» | 5:15     |  |
| 10. | «Live for Today»          | 4:40     |  |
| 11. | «Illusion»                | 3:57     |  |
| 12. | «The Storm»               | 5:18     |  |

## Posicionamiento en listas musicales
| País     | Lista (1999)         | Posición |
| -------- | -------------------- | -------- |
| Alemania | Media Control Charts | 92       |
| Japón    | Japan Albums Chart   | 58       |

## Personal
- Michael Schenker: guitarra líder
- Kelly Keeling: voz
- John Onder: bajo
- Shane Gaalaas: batería
- Seth Berstein: teclados
- Jesse Bradman: teclados en las pistas 4,8 y 12 y coros en las pistas 5 y 11
- Louis Maldonado: guitarra rítmica en «Rude Awakening» y coros en «Fat City NO»